# 杨洋 (1970年)
杨洋（1970年11月—），女，彝族，中华人民共和国政治人物。现任云南省人民政府副省长，云南省卫生健康委员会主任，致公党云南省委主委，云南省妇联副主席（兼）。
2023年1月14日，当选云南省副省长。